# Feud (videogioco)
Feud è un videogioco di avventura dinamica pubblicato nel 1987 per molti home computer da Bulldog Software, un'etichetta al suo primo titolo dopo l'acquisizione da parte dell'editore a basso costo Mastertronic. Rappresenta un duello magico tra i due fratelli maghi Learic e Leanoric (feud significa "faida" in inglese). In un'edizione per Commodore 64 su disco è sottotitolato Feud: Battle of the Wizards (battaglia dei maghi).

## Modalità di gioco
Il giocatore controlla Learic e il computer controlla Leanoric, entrambi personaggi calvi vestiti con una specie di saio. La sfida si svolge in un grande ambiente bidimensionale, formato da numerose schermate con visuale isometrica, collegate orizzontalmente o verticalmente. Il luogo è un paesaggio rurale medievale dove non ci sono pericoli oltre a Leanoric, solo ostacoli come capanne, recinti, vegetazione e fiumi, e innocui paesani che camminano per la loro strada.
Entrambi i maghi devono esplorare il territorio in cerca di erbe utilizzabili come ingredienti per le pozioni magiche. Gli ingredienti vanno portati al proprio calderone, che si trova accanto al punto di partenza, e fatti bollire nella combinazione giusta per ottenere la capacità di lanciare un nuovo incantesimo. Esistono 12 differenti pozioni, ciascuna composta da due ingredienti, descritti in un libro in possesso del mago; il libro è visibile nella parte bassa dello schermo e può essere sfogliato, con un cursore a forma di bacchetta magica, per conoscere le ricette, vedere quali erbe si possiedono e usare le pozioni.
Gli effetti degli incantesimi sono di vario tipo, ad esempio diventare invisibile, trasformare i passanti in zombi, lanciare palle di fuoco, teletrasportarsi. Alcuni sono monouso mentre altri sono utilizzabili più volte; i più potenti richiedono anche un certo controllo da parte del giocatore per essere efficaci.
Nel frattempo Leanoric si aggira facendo le stesse cose; una bussola indica in che direzione si trova al momento, e quando ci si incontra è il momento buono per lanciarsi incantesimi. Due sagome dei due maghi in fondo allo schermo indicano la loro energia, affossandosi man mano che subiscono gli incantesimi avversari; chi per primo fa sparire la sagoma avversaria vince la sfida.

## Accoglienza
Secondo le stime di alcuni degli autori, le copie di Feud vendute per ogni versione (in Europa dove non diversamente specificato) sono le seguenti. Le stime sono approssimative, in quanto raramente ricevevano dati di vendite dagli editori.
| Piattaforma        | Stima vendite |
| ------------------ | ------------- |
| ZX Spectrum        | 60 000        |
| Amstrad CPC        | 60 000        |
| Commodore 64       | 60 000        |
| Atari 8-bit        | 20 000        |
| MSX                | 20 000        |
| PC                 | 20 000        |
| Amiga              | 10 000        |
| Commodore 64 (USA) | 10 000        |